# Symfonie nr. 27 (Mjaskovski)
De Russische componist Nikolaj Mjaskovski componeerde zijn Symfonie nr. 27 in c-mineur opus 85 in 1949-1950. Het is de enige symfonie die niet werd uitgevoerd tijdens het leven van de componist zelf.
In 1948 kreeg een aantal componisten van de Bond van Sovjetcomponisten te horen dat hun werk te 'formalistisch' was (muziek om de muziek) en het volk niet (meer) aansprak. Als belangrijksten werden Dmitri Sjostakovitsj en Sergej Prokofjev getroffen door een embargo op hun werk, maar ook andere componisten werden meegesleurd, waaronder Mjaskovski. Dat mag op zich vreemd genoemd worden; zijn muziek is niet atonaal of subversief. Toch klinkt zij niet zoals de gezagsdragers dat wilden hebben: de toon van deze introverte componist is meestal melancholiek. Waarschijnlijk zagen ze een mogelijkheid de componist die jarenlang het Conservatorium van Moskou geleid had een voet dwars te zetten en zijn leerlingen te wijzen op de 'positief ingestelde' muziek die gecomponeerd diende te worden.
De 27e symfonie van Mjaskovski past eigenlijk niet in het tijdsbeeld van de moderne muziek van na de Tweede Wereldoorlog. Er is nauwelijks een dissonant te horen, de muziek is melodisch, bevat Slavische elementen, voert geen atonaliteit, kortom het is een voortzetting van de symfonieën van bijvoorbeeld Tsjaikovski, die juist door het regime werd bewonderd. Wel is in de symfonie duidelijk te horen dat Mjaskovski zijn stempel heeft gedrukt op de ontwikkeling van menig Russisch componist. Zelfs vleugjes Sjostakovitsj komen voorbij in deel 2.
De première vond plaats op 9 december 1950, onder leiding van Aleksandr Gauk, die na afloop de partituur als eerbetoon omhoog hield. Dit is een bekende traditie bij Russische dirigenten: Mravinski deed het met een symfonie van Sjostakovitsj en men kon het Jevgeni Svetlanov vaak zien doen in zijn periode als dirigent van het Residentie Orkest.

## Delen
1. Adagio – allegretto animato
2. Adagio
3. Presto ma non troppo – Marciale – Tempo I

Het adagio van deel 1 duurt maar een aantal maten, waarna eerst de fagotten en daarna de klarinetten het eerste thema beginnen. Deel 2 begint met een koraal in het koper, maar gaat langzaam terug naar de thematiek van deel 1. De muziek is hier zo romantisch dat het een prima vervanger zou kunnen zijn van de muziek bij The Onedin Line van Mjaskovski's tijdgenoot en leerling Aram Chatsjatoerjan. Deel 3 klinkt als een coda van het hele werk.

## Discografie
- Radio Symfonieorkest van de Sovjet-Unie o.l.v. Aleksandr Gauk, ± 1951 (lp Melodiya D 0496-7 / Classic Editions CE 3006)
- Academisch Symfonieorkest van de Sovjet-Unie o.l.v. Jevgeni Svetlanov, ± 1973 (lp Melodiya C10 14677 / cd Olympia OCD 168 / Zyx-Melodiya MEL 46020-2)
- Academisch Symfonieorkest van de Russische Federatie o.l.v. Jevgeni Svetlanov, ± 1992 (Russische schijf: RDCD 00660 / Warner 2564 69689-8 / Alto ALC 1021)
- Russisch Staats Symfonieorkest o.l.v. Valeri Poljanski, 2002 (Chandos CHAN 10025)

Symfonie nr. 1 · 2 · 3 · 4 · 5 · 6 · 7 · 8 · 9 · 10 · 11 · 12 · 13 · 14 · 15 · 16 · 17 · 18 · 19 · 20 · 21 · 22 · 23 · 24 · 25 · 26 · 27